# Lucie K. Morisset
Lucie K. Morisset (née en 1967) est historienne de l'architecture et de l'urbanisme québécoise, titulaire de la Chaire de recherche du Canada en patrimoine urbain à l'Université du Québec à Montréal (UQAM). Elle s'intéresse notamment aux rapports entre l'identité et la culture, aux territoires touristiques et aux politiques patrimoniales, abordant le patrimoine urbain comme un agent de transformation sociale et de développement local. En 2022, elle reçoit le prix du Québec Gérard-Morisset, nommé en l'honneur de son grand-père, pour l'ensemble de sa carrière dédiée au patrimoine culturel québécois.

## Formation et carrière
Lucie K. Morisset est historienne de l'urbanisme, formée en histoire de l'architecture et en anthropologie, spécialisée dans l'étude de la ville et de ses représentations. Elle est professeure titulaire au Département d'études urbaines et touristiques de l'Université du Québec à Montréal (UQAM) et titulaire de la Chaire de recherche du Canada en patrimoine urbain. Elle est également chercheure au Centre interuniversitaire d'études sur les lettres, les arts et les traditions (CELAT).
Ses travaux académiques ont renouvelé les perspectives sur la formation et la recherche en patrimoine urbain. Elle a supervisé une soixantaine de doctorats et mémoires de maîtrise, accueilli des stagiaires postdoctoraux venus de divers pays, et encadré dans le cadre de projets subventionnés une cinquantaine d'auxiliaires de recherche.

## Domaine de recherche
Les recherches de Morisset portent sur le patrimoine urbain, les paysages culturels et l'urbanisme planifié. Elle explore les rapports entre identité, culture et territoire ainsi que les pratiques touristiques et les représentations sociales des villes. Elle s'intéresse également au patrimoine des villes de compagnie industrielles et au devenir des églises au Québec.

## Publications

### Ouvrages principaux
- Les Églises du Québec. Un patrimoine à réinventer, codirection avec Luc Noppen, Presses de l'Université du Québec, 2005[7].
- Des régimes d'authenticité. Essai sur la mémoire patrimoniale, Presses de l'Université du Québec/Presses universitaires de Rennes, 2009[8].
- Patrimoines pour le XXIe siècle. Regards du Québec et de la Bretagne, codirection avec Pierre Dieudonné, Éditions Nota bene, 2006[9].

## Prix et distinctions
- Prix du Québec – Gérard-Morisset (2022)[4]
- Membre de la Société royale du Canada (2011)[5]
- Prix Robert-Lionel-Séguin de l'Association des propriétaires et amis de maisons anciennes du Québec (APMAQ) (2021)[10]
- Prix d'excellence en recherche de l'Université du Québec à Montréal[5]
- Prix de la Francophonie de l'Agence universitaire de la Francophonie (2004)[5]